# Pero incrassata
Pero incrassata là một loài bướm đêm trong họ Geometridae.